# Polystachya zuluensis
Polystachya zuluensis är en orkidéart som beskrevs av Harriet Margaret Louisa Bolus. Polystachya zuluensis ingår i släktet Polystachya och familjen orkidéer. Inga underarter finns listade i Catalogue of Life.